# México en los Juegos Olímpicos de Lillehammer 1994
México estuvo representado en los Juegos Olímpicos de Lillehammer 1994 por un deportista masculino que compitió en esquí alpino.
El portador de la bandera en la ceremonia de apertura fue el esquiador alpino Hubertus von Hohenlohe. El equipo olímpico mexicano no obtuvo ninguna medalla en estos Juegos.
Fue la cuarta participación consecutiva del país en unas olimpiadas de invierno.

## Esquí alpino
Con su participación en Lillehammer, von Hohenlohe rompió su propio récord al competir en sus cuartos Juegos Olímpicos consecutivos. El esquiador volvería a participar en 2010 y 2014 para sumar en total seis apariciones en Juegos Olímpicos.
| Hubertus von Hohenlohe | Descenso | 1:53.37 | 48 |